# La Celle-les-Bordes
La Celle-les-Bordes è un comune francese di 958 abitanti situato nel dipartimento degli Yvelines nella regione dell'Île-de-France.

## Società

### Evoluzione demografica
Abitanti censiti